# Dubí hora
Die Dubí hora (deutsch Eichberg, 463 m) ist eine Erhebung am Ostrand des Böhmischen Mittelgebirges, nordwestlich von Blíževedly. 
Die Gipfelpartie dient dem industriellen Abbau von Tephrit und ist nicht frei zugänglich. Etwa 1 km nordwestlich des Gipfels, unweit des Dorfes Konojedy, befindet sich ein alter Steinbruch, an dem das Lavagestein in eindrucksvoller Form hoher, gebogener Säulen offenliegt (Konojedské bochníky; bochník = Brotlaib). Der Steinbruch ist seit 1966 auf einer kleinen Fläche von 0,1 ha unter Naturschutz gestellt.